# Abbaye d'Egglestone
L'abbaye d'Egglestone est une abbaye prémontrée en ruine située sur la rive sud (dans le Yorkshire) de la rivière Tees, dans le nord de l'Angleterre, au sud-est du château de Barnard. L'abbaye se trouvait historiquement dans le Yorkshire du Nord, mais depuis 1974, elle se trouve dans le comté de Durham.
Les bâtiments du site sont protégés en tant que monument ancien répertorié et entretenus par English Heritage.

## Histoire

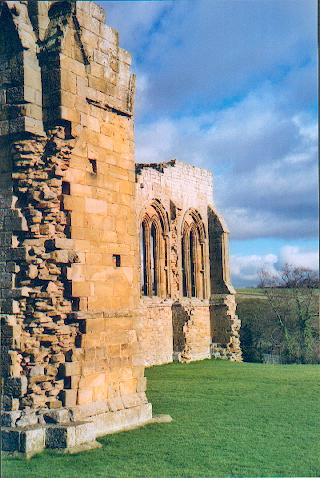
Ruines de l'abbaye

L'abbaye est fondée à la fin du XIIe siècle entre 1168 et 1198, probablement par un membre de la famille Multon ; le document le plus ancien sur l'abbaye daté de 1198 mentionne une amende du suzerain Ralph Lenham à Ralph Multon concernant des terres aliénées. Les fondateurs sont les Prémontrés qui portent un habit blanc et sont connus sous le nom de Chanoines Blancs. Ils suivent un code d'austérité similaire à celui des moines cisterciens, contrairement aux moines des autres ordres, ils sont exemptés de la stricte discipline épiscopale. Ils entreprennent un travail de prédication et de pastorale dans la région (comme la distribution de viande et de boissons). Ils choisissent le site de l'abbaye en raison de son isolement, de sa proximité avec une rivière et de la présence de pierre locale pour sa construction.
Comme de nombreux premiers monastères, l'église d'origine de l'abbaye d'Egglestone est agrandie et en partie reconstruite environ cent ans plus tard. C'est cette église plus récente qui subsiste aujourd'hui.
L'abbaye était toujours pauvre et avait parfois du mal à maintenir le nombre requis de chanoines (douze – parmi les douze apôtres).
L'abbaye d'Egglestone subit des dégâts causés par des envahisseurs écossais et l'armée anglaise qui y est cantonnée en 1346 alors qu'elle se rend à la Bataille de Neville's Cross près de Durham.
L'abbaye est dissoute en 1540 par le roi Henri VIII. Les terres sont concédées en 1548 à Robert Strelly, qui transforme certains bâtiments en une grande maison privée abandonnée au milieu du XIXe siècle.
Finalement, une grande partie de l'abbaye est démolie et une partie de la maçonnerie est utilisée pour paver la cour des écuries du parc Rokeby voisin au XIXe siècle. Les ruines sont classées Grade I en 1987.

## Sources
- Hodgson, « Eggleston Abbey », Yorkshire Archaeological Journal, Leeds, Yorkshire Archaeological Society, vol. 18,‎ 1905 (ISSN 0084-4276)